# 올라프 5세
올라프 5세(노르웨이어: Olav V, 1903년 7월 2일 ~ 1991년 1월 17일)는 노르웨이의 국왕(재위: 1957년 9월 21일 ~ 1991년 1월 17일)이며, 현 국왕 하랄 5세의 아버지이다. 모후 웨일스 공녀 모드에 의한 영국의 왕위 계승권이 있었던 그는 영국의 국왕 조지 6세와는 이종사촌간이다. 잉글랜드 노퍽주의 애플턴 하우스에서 태어난 울라프는 덴마크 왕자 카를과 웨일스 공녀 모드의 외동 아들이었다. "알렉산데르 에드바르드 크리스타안 프레데리크"로 세례를 받은 그는 부친 카를 왕자가 노르웨이의 국왕으로 선출되었을 때 "올라프"(노르웨이어: Olav Alexander Edvard Christian Frederik)라는 이름이 주어졌다.

## 어린 시절과 교육

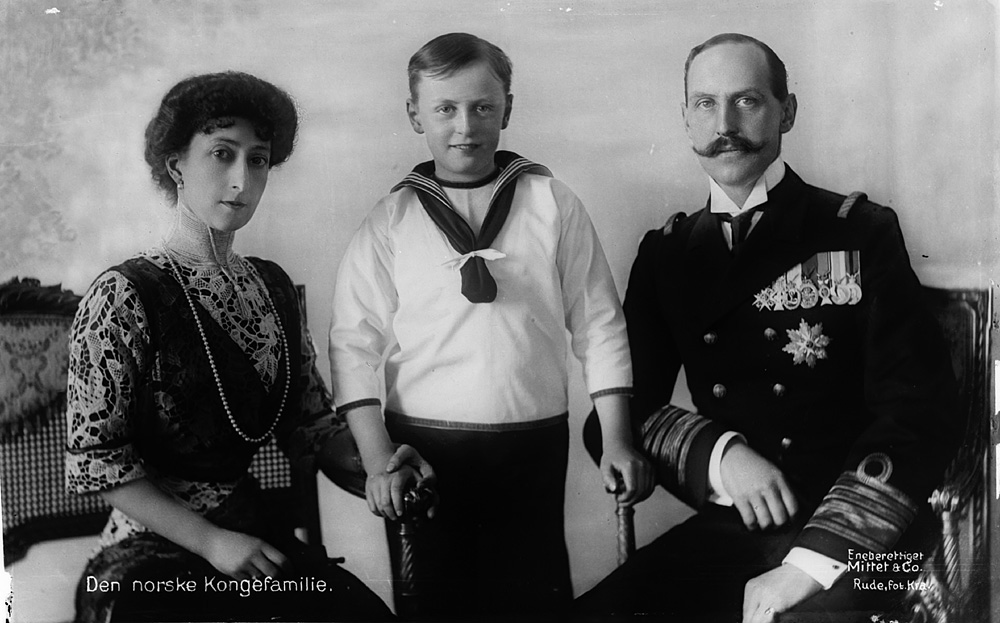
호콘 7세의 가족 (중앙이 올라프 왕자)

올라프 왕세자는 중세 이래 노르웨이에서 자라나 노르웨이의 왕좌에 오르게 되는 첫 계승자였다. 그는 왕궁에서 사립 교육을 받고, 후에 지방 학교들에서 수학하였다. 그는 수학과 물리학에 전념과 함께 오슬로에 있는 할링 학교에서 자신의 상급 중등 교육을 완료하고 1921년 자신의 이학 증명서를 받았다. 3년 후에 왕세자는 노르웨이 군사 사관 학교를 졸업하였다. 그러고나서 그는 더욱 나가서의 전공을 위하여 옥스퍼드로 갔다. 그는 옥스퍼드 대학교의 베일리얼 칼리지에서 수학하여 정치학, 역사학과 경제학을 전공하였다.
올라프는 자신의 인생을 통하여 스포츠에서 거대한 기쁨을 가져갔다. 그는 크로스컨트리 스키의 열중한 선수였고, 청년으로서 홀멘콜렌에서 열린 스키점프 경연 대회에 참가하였다. 70년 동안 올라프는 자신을 국내와 국제적 요트 경연 대회에서 자신을 저명하게 하였다. 그는 1928년 암스테르담 올림픽에서 자신의 요트 경력의 높은 포인트에 도달하여 자신의 배 노르나와 함께 6m 혼성 이벤트에서 금메달을 획득하였다.
올라프는 또한 미술과 문화, 특히 문학에서 흥미를 가지기도 하였다.

## 가족

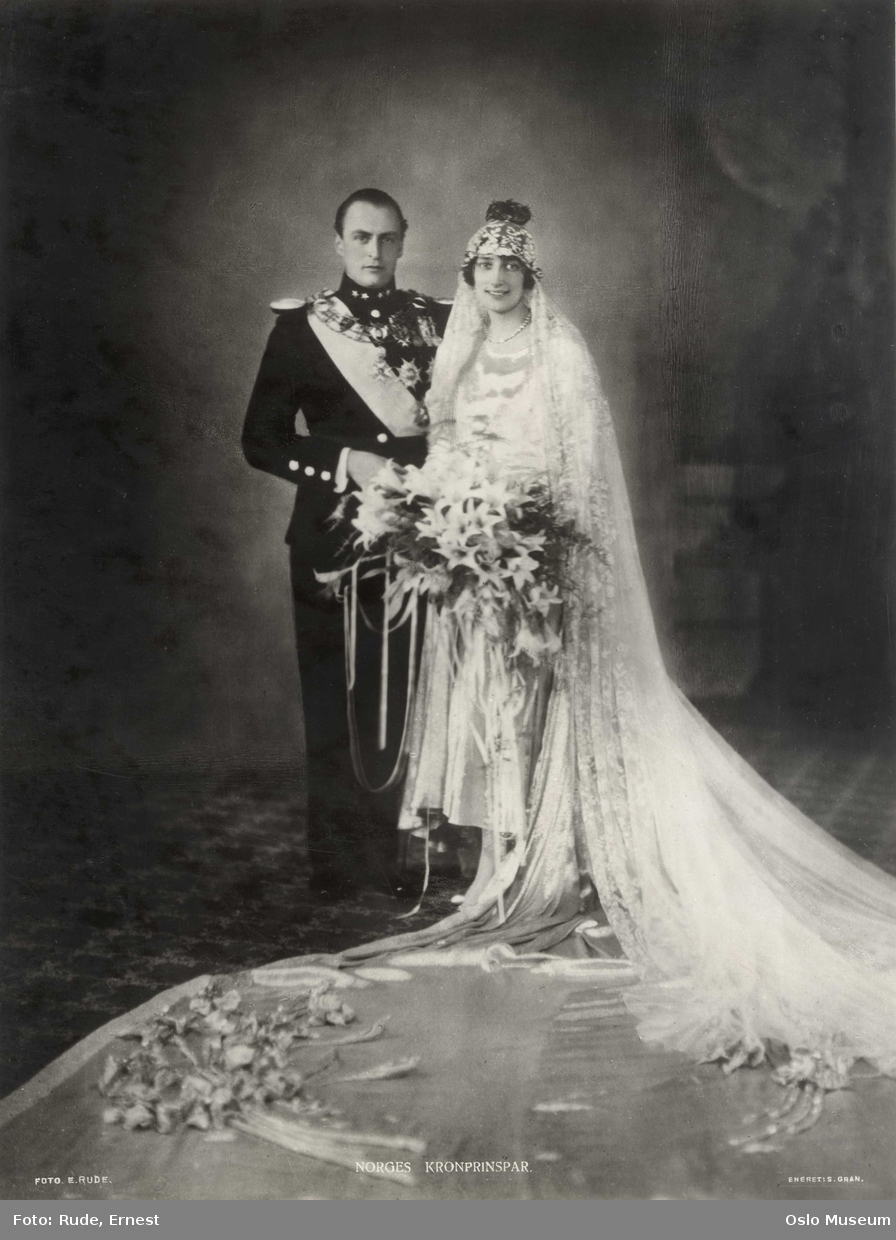
올라프와 메르타의 결혼 사진

1929년 올라프 왕세자는 사촌 스웨덴 공주 메르타와 결혼하였다. 그녀는 스웨덴의 칼 왕세자와 잉게보리 공주의 딸이자 1905년 스웨덴과 연합의 해산 후 노르웨이의 왕위에 자신의 주장을 포기한 오스카르 2세의 손녀이다. 그 일은 또한 두 나라 사이에 잔여 긴박이 흩뜨려진 것에 서명으로서 가져간 스웨덴인들에 의한 가장 좋은 조화로서 숙고되었다.
올라프 왕세자와 메르타 왕세자비는 1남 2녀를 두었다. 가족은 왕세자와 왕세자비에게 결혼 선물로서 주어진 오슬로 근처에 있는 스카우굼의 사유지에 거주하였다.
1954년 4월 5일 메르타 왕세자비의 사망은 왕가는 물론 노르웨이를 위한 거대한 상실이었다.

## 호콘 7세를 위한 성원
올라프 왕세자와 부친 호콘 7세는 매우 가까웠고, 왕세자는 특히 제2차 세계 대전 동안 국왕을 위한 성원의 중요한 근본이자 신임적인 조언자였다.
1930년대에 국왕과 왕세자는 노르웨이의 방어력의 상태에 관하여 근심을 가졌다. 그들은 군사력의 강화를 위하여 성원을 추구하였으나 유효하지 못하였다. 1940년 4월 9일 독일군이 노르웨이를 침공했을 때 국왕과 왕세자는 자신들이 북쪽을 향하여, 그리고 후에 망명 시기 동안 런던으로 후퇴하면서 노르웨이군들을 동행하였다.

## 제2차 세계 대전

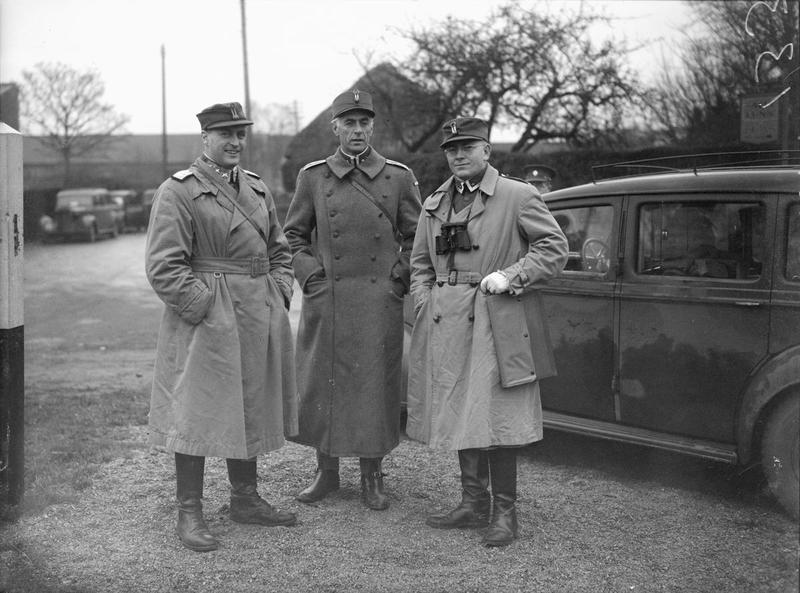
노르웨이의 망명 정부 (왼쪽이 올라프 왕세자)

올라프 왕세자는 국왕과 정부와 함께 런던으로 함께 여행을 떠났다. 그 일은 왕세자에게 자신의 나라를 떠나는 데 어려웠고, 그는 노르웨이에 남아있기로 시도하였다. 그 대부분에 그는 전선에서 싸우기를 원하였으나 정부는 강하게 그것에 대항하여 조언하였다. 망명 동안 올라프 왕세자는 군사적과 외교적으로 노르웨이의 방어에 주요 공헌들을 이룰 수 있었다.
1939년 왕세자와 왕세자비는 넓은 미국 순방을 지휘하였다. 그 여행 동안 그들은 프랭클린 D. 루스벨트 대통령의 아는 사이를 만들어 장기적으로 지속된 우정을 위한 재단을 놓았다. 이 우정은 전쟁이 일어나는 동안 미국의 대통령과 직접의 연락을 용이하게 하면서 노르웨이에게 거대한 중요성이 되는 데 증명하였다. 1942년 올라프 왕세자는 또다른 거대한 미국 순방을 지휘하여 노르웨이의 해방을 위하여 싸우는 것에 강의하였다.
1944년 6월 30일 런던에서 망명 정부는 올라프 왕세자를 국방 총장으로 임명하였다. 그는 노르웨이 군사들의 수령의 임무를 차지하여 연합국의 권력들과 협동하였다.
전쟁이 끝아가면서 왕세자는 대륙에서 이긴 전쟁에 한번 최종의 전쟁터가 될 노르웨이에 빠르고 알맞은 성원을 마련하는 연합국의 보증들을 안정시키는 데 꾸준히 일하였다. 다행이도 공급물을 위한 필요는 전혀 구체화되지 않았다.
1945년 5월 13일 올라프 왕세자와 5명의 장관들은 해방된 노르웨이로 귀국하였다. 6월 7일 호콘 7세의 귀국까지 왕세자는 섭정 황태자로 활동하였다.

## 노르웨이의 국왕

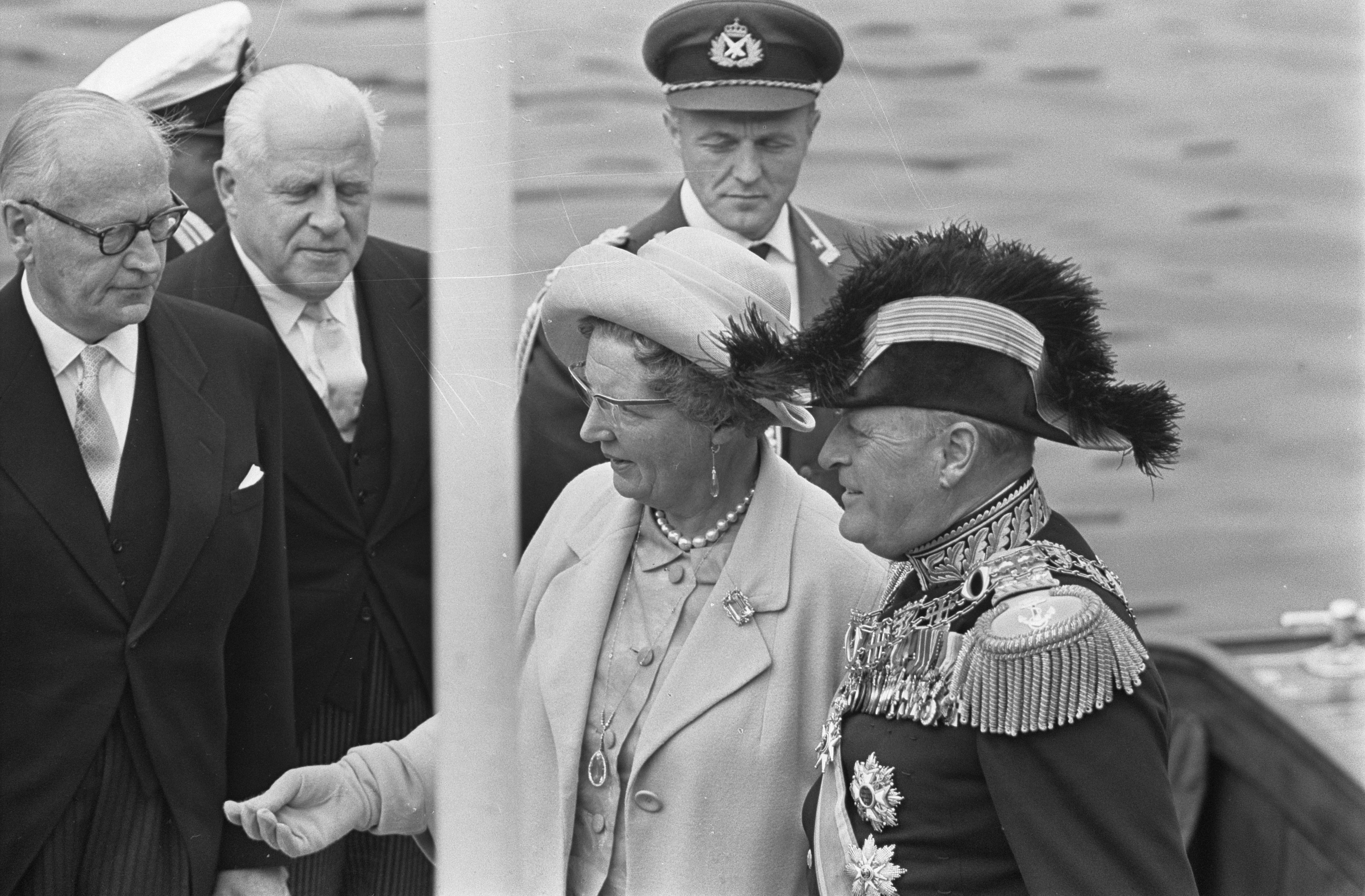
네덜란드 방문에서 율리아나 여왕과 함께 (1964년)

전쟁이 끝난 후, 올라프 왕세자는 공식적 임무들의 증가하는 수를 취하였다. 1955년 호콘 7세가 병이 들때 왕세자는 섭정 황태자로 활동하였다. 오슬로의 왕궁에서 호콘 7세가 사망할 때 1957년 9월 21일 올라프 왕세자는 왕위에 즉위하였다.
올라프 5세는 헌법으로 충성의 선서를 하고, "Alt for Norge" (우리는 노르웨이를 위하여 우리의 전부를 준다)라는 부친의 표어를 채택하였다. 국왕은 부모의 대관식이 있던 날에 52년 후인 1958년 6월 22일 니다로스 대성당에서 자신의 왕실 임무들의 상연을 위하여 봉헌하였다.
홀아비인 새 국왕은 자신의 편에 여왕이 없이 공식적 계약들을 착수하였다. 하지만 자신 통치의 초기 세월 동안 그의 둘째 딸 아스트리드 공주가 자주 퍼스트 레이디로서 활동하였다. 국왕은 또한 하랄 왕세자의 성원을 즐기기도 하였다.

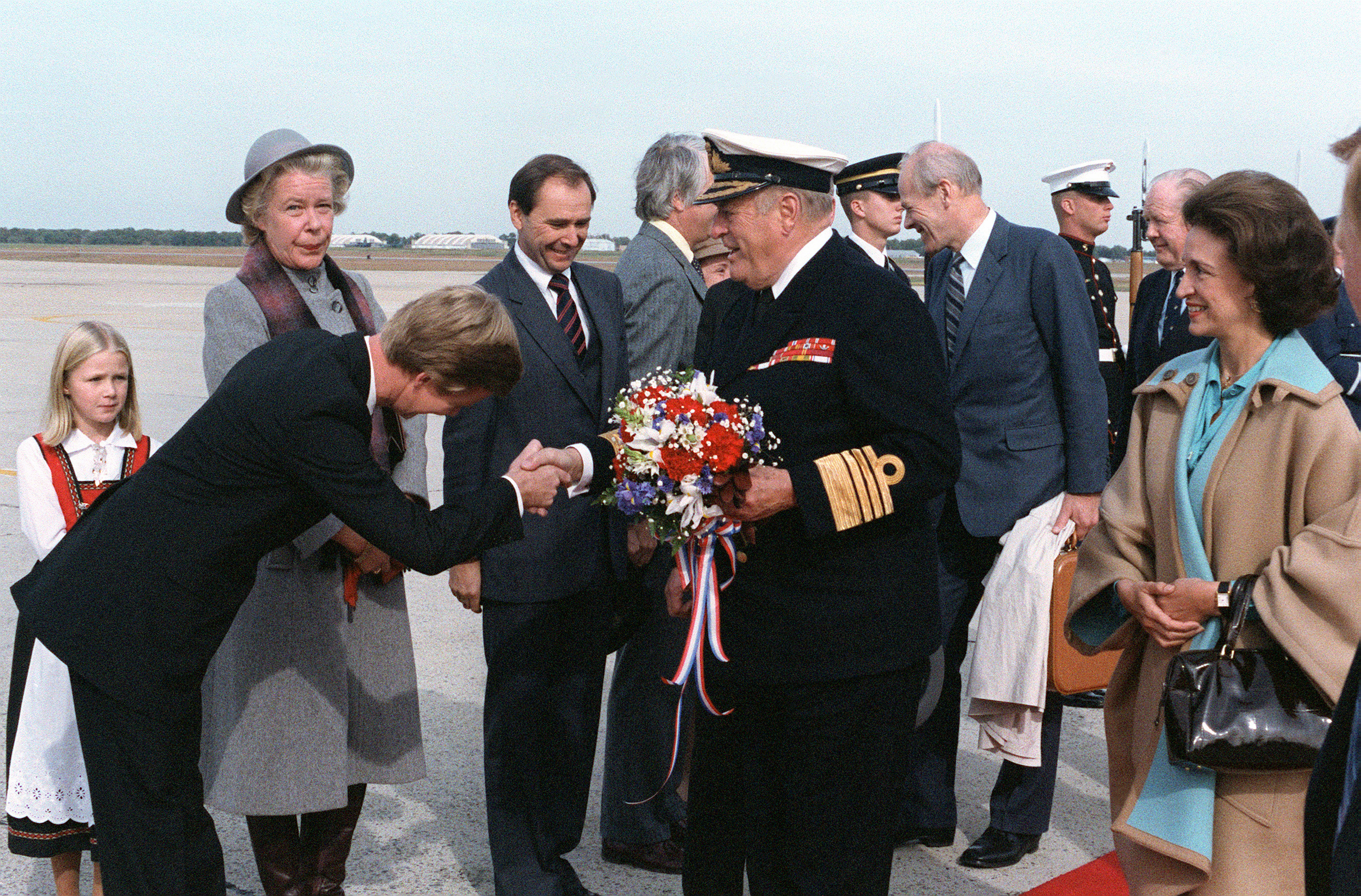
앤드루스 공군 기지에서 환영을 받는 올라프 5세 (1982년)

자신의 부친처럼 올라프 5세는 헌법을 지지하는 데 봉납되었고, 헌법적 군주로서 자신의 역할을 이행하였다. 당시 자신의 전망들이 자신이 최고 행정 재판소에서 자세를 취한 많은 의문들에 간파될 수 있었어도 국왕은 민주적으로 도달된 결정들을 충실하게 존중하였고, 아무 정당을 위하여 전혀 우선권을 보이지 않았다. 자신이 정계의 외부에 남아있는 데 조심하는 동안 국왕은 증가적으로 자신의 연설들에 사회적 가치에 전념하였다. 1982년 자신의 해마다 이민자들에 차별의 공개 비판에 관한 새해의 전날 연설은 넓게 퍼진 공공적 토론의 주제였다.
국왕은 업무를 위하여 거대한 수용력과 공식 방문, 여행과 공식 관중들과 함께 채워진 매우 바쁜 스케줄을 가졌다. 그는 노르웨이를 대표하는 데 자주 해외 순방을 다녔고, 몇몇의 경우에 유엔 총회에서 연설하였다.
자신의 33년간 통치를 통하여 울라프 5세는 군주로서 신봉되고 존경을 받았다. 그는 자신의 주제들로 적당한 가까움과 그로부터 거리를 어떻게 유지하는 것을 정확히 알았다. 그는 국민들에게 말하는 데 거대한 능력을 가졌고, "국민들의 국왕"으로서 알려지는 데 그를 이끈 그의 진정한 동정이었다.

## 장례식
올라프 5세는 1991년 1월 17일 87세의 나이로 오슬로에서 세상을 떠났다. 그의 사망이 공고된 지 몇 시간 안에 왕궁의 광장은 촛불의 바다로 변형되었다. 며칠 동안 애도자들은 촛불을 키러 지속적으로 광장에 와서 국왕에게 추모에 꽃들을 놓고 갔다.
올라프 5세는 아케르스후스 성에 있는 왕족 대영묘에 안장되었다.